# Хабаровский государственный институт искусств и культуры

Памятный знак на месте бывшей пересыльной тюрьмы ГУЛага (рядом с зданием института)

Хабаровский государственный институт культуры (ХГИК) — высшее учебное заведение в городе Хабаровске.
Хабаровский государственный институт культуры начинает свою историю с июня 1968 года. Правительством Российской Федерации было принято решение создать на Дальнем Востоке высшее учебное заведение по подготовке кадров для учреждений культуры музыкально-педагогического, творческо-исполнительского и библиотечно-информационного профиля.

## Информация об институте
В 2014 году в институте один факультет, на котором два отделения — отделение искусств и отделение социально-культурной и информационной деятельности.
В состав факультета входят 12 кафедр, которые готовят специалистов по 25 направлениям подготовки высшего и по одному направлению среднего профессионального образования (по дневной и заочной формам обучения).
После окончания вуза образование можно продолжить в аспирантуре и ассистентуре-стажировке.

## Факультеты

### Отделение искусств
- Факультет искусств и социокультурной деятельности. И. о. декана: Ильяшевич Оксана Алексеевна[2].
- Музыкально-педагогический факультет. Первым деканом музыкально-педагогического факультета стал профессор В. В. Журомский, затем в 2000 году руководителем факультета был назначен доцент В. В. Заволоко, а с 2001 по 2007 годы деканом был И. Э. Мосин, с 2007 по 2008 — В. Я. Блинков, с 2008 по 2009 годы — С. Ю. Лысенко. До 2011 года обязанности декана исполняла О. В. Павленко.
- Театральный факультет как структурное подразделение ХГИК оформился в 1994 году, когда был выделен из состава факультета культурно-просветительной работы, получил название «Режиссёрско-хореографический» и обрёл отдельное здание. В разные годы деканами факультета являлись доц. Г. И. Перкулимов, доц. А. Х. Брой. До 2011 года факультет возглавляет профессор, заслуженный работник культуры РФ Владимир Игнатьевич Павленко.

### Отделение социокультурной и информационной деятельности
- Факультет социально-культурной и информационной деятельности. Первым деканом библиотечного факультета был Яков Романович Перевистов.